# Fülöpjakab
Fülöpjakab là một thị trấn thuộc hạt Bács-Kiskun, Hungary. Thị trấn này có diện tích 23,16 km², dân số năm 2010 là 1153 người, mật độ 50 người/km².